# Иран на летних Олимпийских играх 2024
Исламская республика Иран принимала участие в Летних Олимпийских играх 2024года в Париже (Франция) в девятнадцатый раз за свою историю, и завоевала три золотых, шесть серебряных и три бронзовых медали, что обеспечило Ирану 21 место в неофициальном медальном зачёте. В составе сборной был 41 спортсмен (11 женщин и 30 мужчин), которые состязались в 14 видах спорта.
Помимо спортсменов, представлявших на Олимпиаде непосредственно Иран, 14 спортсменов-иранцев выступили в составе сборной беженцев. Кроме того, несколько выходцев из Ирана выступали на соревнованиях под флагами других государств (в частности, призёр чемпионатов мира и Олимпийских игр-2016 Кимия Ализаде представляла Болгарию).

## Квалификация
| № п/п | Вид спорта                  | Мужчины        | Мужчины                | Женщины        | Женщины                | Всего          | Всего                  |
| № п/п | Вид спорта                  | Завоевано квот | Количество спортсменов | Завоевано квот | Количество спортсменов | Завоевано квот | Количество спортсменов |
| ----- | --------------------------- | -------------- | ---------------------- | -------------- | ---------------------- | -------------- | ---------------------- |
| 1     | Академическая гребля        |                |                        | 2              | 3                      | 2              | 3                      |
| 2     | Борьба                      | 11             | 11                     |                |                        | 11             | 11                     |
| 3     | Велоспорт                   | 1              | 1                      |                |                        | 1              | 1                      |
| 4     | Спортивная гимнастика       | 1              | 1                      |                |                        | 1              | 1                      |
| 5     | Гребля на байдарках и каноэ | 2              | 2                      |                |                        | 2              | 2                      |
| 6     | Настольный теннис           | 1              | 1                      | 1              | 1                      | 2              | 2                      |
| 7     | Стрельба                    | 1              | 1                      | 3              | 3                      | 4              | 4                      |
| 8     | Тхэквондо                   | 2              | 2                      | 2              | 2                      | 4              | 4                      |
| 9     | Тяжёлая атлетика            | 2              | 2                      |                |                        | 2              | 2                      |
| 10    | Фехтование                  | 4              | 3                      |                |                        | 4              | 3                      |
|       | ИТОГО                       | 25             | 24                     | 8              | 9                      | 33             | 33                     |

## Медали
| Золото  |                     |                                                 |            |
| №       | Спортсмены          | Вид спорта (дисциплина)                         | Дата       |
| 1       | Мохаммадхади Сарави | Борьба (до 97 кг, мужчины)                      | 7 августа  |
| 2       | Саид Эсмаили        | Борьба (греко-римская, до 67 кг, мужчины)       | 8 августа  |
| 3       | Ариан Салими        | Тхэквондо (греко-римская, свыше 80 кг, мужчины) | 10 августа |
| Серебро |                     |                                                 |            |
| №       | Спортсмены          | Вид спорта (дисциплина)                         | Дата       |
| 1       | Алиреза Мохмади     | Борьба (греко-римская, до 87 кг, мужчины)       | 8 августа  |
| 2       | Нахид Киани         | Тхэквондо (до 57 кг, женщины)                   | 8 августа  |
| 3       | Хасан Яздани        | Борьба (вольная, до 86 кг, мужчины)             | 9 августа  |
| 4       | Мехран Бархордари   | Тхэквондо (до 80 кг, мужчины)                   | 9 августа  |
| 5       | Амир Хоссейн Заре   | Борьба (вольная, до 125 кг, мужчины)            | 10 августа |
| 6       | Рахман Амузад       | Борьба (вольная, до 65 кг, мужчины)             | 11 августа |
| Бронза  |                     |                                                 |            |
| №       | Спортсмены          | Вид спорта (дисциплина)                         | Дата       |
| 1       | Амин Мирзазаде      | Борьба (греко-римская, до 130 кг, мужчины)      | 6 августа  |
| 2       | Мобина Нематзаде    | Тхэквондо (до 49 кг, женщины)                   | 7 августа  |
| 3       | Амир Али Азарпира   | Борьба (вольная, до 97 кг, мужчины)             | 11 августа |

| Вид спорта | 1 | 2 | 3 | Всего |
| Борьба     | 2 | 4 | 2 | 8     |
| Тхэквондо  | 1 | 2 | 1 | 4     |
| Всего      | 3 | 6 | 3 | 12    |

| Медали по датам | Медали по датам | Медали по датам | Медали по датам | Медали по датам | Медали по датам |
| --------------- | --------------- | --------------- | --------------- | --------------- | --------------- |
| Дата            | 1               | 2               | 3               | Всего           |                 |
| 6 августа       | 0               | 0               | 1               | 1               |                 |
| 7 августа       | 1               | 0               | 1               | 2               |                 |
| 8 августа       | 1               | 2               | 0               | 3               |                 |
| 9 августа       | 0               | 2               | 0               | 2               |                 |
| 10 августа      | 1               | 1               | 0               | 2               |                 |
| 11 августа      | 0               | 1               | 1               | 2               |                 |
| Всего           | 3               | 6               | 3               | 12              |                 |

| Медали по полу | Медали по полу | Медали по полу | Медали по полу | Медали по полу |
| -------------- | -------------- | -------------- | -------------- | -------------- |
| Пол            | 1              | 2              | 3              | Всего          |
| Мужчины        | 3              | 5              | 2              | 10             |
| Женщины        | 0              | 1              | 1              | 2              |
| Всего          | 3              | 6              | 3              | 12             |

## Состав команды
Академическая гребля
1. Фатима Моджаллал[англ.]
2. Махса Джавар[англ.]
3. Зейнаб Норузи[англ.]

 Борьба
Вольная борьба
1. Рахман Амузад
2. Квота2
3. Квота3
4. Квота4
5. Амир Хоссейн Заре

Греко-римская борьба
1. Квота1
2. Квота2
3. Квота3
4. Квота4
5. Квота3
6. Квота4

Велоспорт
 Шоссейный велоспорт
1. Квота1

Гимнастика
 Спортивная гимнастика
1. Махди Олфати[англ.]

Гребля на байдарках и каноэ
 Гребля на гладкой воде
1. Али Агамирзаей[англ.]
2. Мохаммад Наби Резаи[англ.]

 Настольный теннис
1. Нима Аламян[англ.]
2. Неда Шахсавари[англ.]

 Стрельба
1. Квота1
2. Квота1
3. Квота2
4. Квота3

 Тхэквондо
1. Мехран Бархордари
2. Ариан Салими
3. Мобина Нематзаде
4. Нахид Киани

 Тяжёлая атлетика
1. Мирмустафа Джавади
2. Али Давуди

 Фехтование
1. Квота1 (сабля)
2. Квота2 (сабля)
3. Квота3 (сабля)

## Академическая гребля
Иран завоевал две квоты на участие в соревнованиях по академической гребле на Квалификационной регате Азии и Океании в Чхунджу, Корея.
Женщины
| Спортсмен                  | Дисциплина               | Заезд | Заезд | Утеш. заезд | Утеш. заезд | Полуфиналы | Полуфиналы | Финалы | Финалы |
| Спортсмен                  | Дисциплина               | Время | Место | Время       | Место       | Время      | Место      | Время  | Место  |
| -------------------------- | ------------------------ | ----- | ----- | ----------- | ----------- | ---------- | ---------- | ------ | ------ |
| Фатима Моджаллал           | Одиночки                 |       |       |             |             |            |            |        |        |
| Махса Джавар Зейнаб Норузи | Двойки парные, легковесы |       |       |             |             |            |            |        |        |

## Борьба
Иран завоевал на Чемпионате мира по борьбе 2023 года в Белграде, Сербия три места в мужской турнир по вольной борьбе и четыре места в турнир по греко-римской борьбе. Еще по два места в мужской турнир по вольной борьбе и турнир по греко-римской борьбе Иран завоевал на Азиатском квалификационном турнире 2024 года в Бишкеке, Киргизия.
Вольная борьба
| Спортсмен         | Категория         | 1/8 финала         | Четвертьфиналы     | Полуфиналы         | Утеш.поединки      | Финал / За 3 место | Финал / За 3 место |
| Спортсмен         | Категория         | Соперник Результат | Соперник Результат | Соперник Результат | Соперник Результат | Соперник Результат | Место              |
| ----------------- | ----------------- | ------------------ | ------------------ | ------------------ | ------------------ | ------------------ | ------------------ |
| Рахман Амузад     | Мужчины до 65 кг  |                    |                    |                    |                    |                    |                    |
|                   | Мужчины до 74 кг  |                    |                    |                    |                    |                    |                    |
|                   | Мужчины до 86 кг  |                    |                    |                    |                    |                    |                    |
|                   | Мужчины до 97 кг  |                    |                    |                    |                    |                    |                    |
| Амир Хоссейн Заре | Мужчины до 125 кг |                    |                    |                    |                    |                    |                    |

Греко-римская борьба
| Спортсмен | Категория         | 1/8 финала         | Четвертьфиналы     | Полуфиналы         | Утешит. поединки   | Финал /За 3 место  | Финал /За 3 место |
| Спортсмен | Категория         | Соперник Результат | Соперник Результат | Соперник Результат | Соперник Результат | Соперник Результат | Место             |
| --------- | ----------------- | ------------------ | ------------------ | ------------------ | ------------------ | ------------------ | ----------------- |
|           | Мужчины до 60 кг  |                    |                    |                    |                    |                    |                   |
|           | Мужчины до 67 кг  |                    |                    |                    |                    |                    |                   |
|           | Мужчины до 77 кг  |                    |                    |                    |                    |                    |                   |
|           | Мужчины до 87 кг  |                    |                    |                    |                    |                    |                   |
|           | Мужчины до 97 кг  |                    |                    |                    |                    |                    |                   |
|           | Мужчины до 130 кг |                    |                    |                    |                    |                    |                   |

## Велоспорт

### Шоссейные велогонки
Иран получил одно место в мужской групповой гонке на шоссе по результатам Чемпионата Азии по шоссейным велогонкам 2023 года в Районге, Таиланд.
| Спортсмен | Дисциплина               | Время | Место |
| --------- | ------------------------ | ----- | ----- |
|           | Групповая гонка, мужчины |       |       |

## Гимнастика спортивная
Иран завоевал одно место в личном многоборье у мужчин по итогам Серии этапов Кубка мира 2024 года.

### Мужчины
| Спортсмен    | Дисциплина | Квалификация | Квалификация | Квалификация | Квалификация | Квалификация | Квалификация | Квалификация | Квалификация | Финал   | Финал   | Финал   | Финал   | Финал   | Финал   | Финал | Финал |
| Спортсмен    | Дисциплина | Снаряды      | Снаряды      | Снаряды      | Снаряды      | Снаряды      | Снаряды      | Всего        | Место        | Снаряды | Снаряды | Снаряды | Снаряды | Снаряды | Снаряды | Всего | Место |
| Спортсмен    | Дисциплина | В            | КН           | КО           | ОП           | ПБ           | П            | Всего        | Место        | В       | КН      | КО      | ОП      | ПБ      | П       | Всего | Место |
| ------------ | ---------- | ------------ | ------------ | ------------ | ------------ | ------------ | ------------ | ------------ | ------------ | ------- | ------- | ------- | ------- | ------- | ------- | ----- | ----- |
| Махди Олфати | Многоборье |              |              |              |              |              |              |              |              |         |         |         |         |         |         |       |       |

## Гребля на байдарках и каноэ

### Гладкая вода
Иран завоевал право выставить по одной лодке в мужских соревнованиях байдарочников и каноистов на Азиатской квалификационной регатн 2024 года в Токио, Япония.
| Спортсмен           | Дисциплина        | Заезды | Заезды | Четвертьфиналы | Четвертьфиналы | Полуфиналы | Полуфиналы | Финалы | Финалы |
| Спортсмен           | Дисциплина        | Время  | Место  | Время          | Место          | Время      | Место      | Время  | Место  |
| ------------------- | ----------------- | ------ | ------ | -------------- | -------------- | ---------- | ---------- | ------ | ------ |
| Али Агамирзаей      | Байдарка-1 1000 м |        |        |                |                |            |            |        |        |
| Мохаммад Наби Резаи | Каноэ-1 1000 м    |        |        |                |                |            |            |        |        |

## Настольный теннис
Иран завоевал право выставить по одному игроку в мужском и женском индивидуальных турнирах по результатам Квалификационного турнира Центральной Азии 2024 года в Ташкенте, Узбекистан.
| Спортсмен      | Дисциплина     | Предварит.         | 1 Раунд            | 2 Раунд            | 3 Раунд            | 1/8                | Четвертьфиналы     | Полуфиналы         | Финал / За 3 место | Финал / За 3 место |
| Спортсмен      | Дисциплина     | Соперник Результат | Соперник Результат | Соперник Результат | Соперник Результат | Соперник Результат | Соперник Результат | Соперник Результат | Соперник Результат | Место              |
| -------------- | -------------- | ------------------ | ------------------ | ------------------ | ------------------ | ------------------ | ------------------ | ------------------ | ------------------ | ------------------ |
| Нима Аламян    | Мужчины личное |                    |                    |                    |                    |                    |                    |                    |                    |                    |
| Неда Шахсавари | Женщины личное |                    |                    |                    |                    |                    |                    |                    |                    |                    |

## Стрельба
Иран завоевал четыре места в различных дисциплинах олимпийского турнира стрелков через различные этапы отбора, включая Чемпионаты мира по стрельбе 2022 и 2023 годов, чемпионатов Азии по пулевой стрельбе и стендовой стрельбе 2024 года. 
Мужчины
| Спортсмен | Дисциплина | Квалификация | Квалификация | Полуфинал | Полуфинал | Финал | Финал |
| Спортсмен | Дисциплина | Баллы        | Место        | Баллы     | Место     | Баллы | Место |
| --------- | ---------- | ------------ | ------------ | --------- | --------- | ----- | ----- |
|           | Трап       |              |              |           |           |       |       |

Женщины
| Спортсмен | Дисциплина                         | Квалификация | Квалификация | Полуфинал | Полуфинал | Финал | Финал |
| Спортсмен | Дисциплина                         | Баллы        | Место        | Баллы     | Место     | Баллы | Место |
| --------- | ---------------------------------- | ------------ | ------------ | --------- | --------- | ----- | ----- |
|           | Пневматическая винтовка, 10 метров |              |              |           |           |       |       |
|           |                                    |              |              |           |           |       |       |
|           | Пневматический пистолет, 10 м      |              |              |           |           |       |       |
|           | Пистолет, 25 метров                |              |              |           |           |       |       |

## Тхэквондо
Иран завоевал одно место в мужском турнире по результатам финала Серии чемпионов Большого шлема WT и одно место в женском турнире в соответствии с рейтингом WT. Еще по одному месту в мужском и женском турнирах Иран получил по результатам Азиатского квалификационного турнира 2024 года в Тайане, Китай.
| Спортсмен          | Дисциплина          | Квалификация       | 1/8 финала         | Четвертьфиналы     | Полуфиналы         | Утеш. поединки     | Финал/За 3 место   | Финал/За 3 место |
| Спортсмен          | Дисциплина          | Соперник Результат | Соперник Результат | Соперник Результат | Соперник Результат | Соперник Результат | Соперник Результат | Место            |
| ------------------ | ------------------- | ------------------ | ------------------ | ------------------ | ------------------ | ------------------ | ------------------ | ---------------- |
| Мехран Баркхордари | Мужчины до 80 кг    |                    |                    |                    |                    |                    |                    |                  |
| Ариан Салими       | Мужчины свыше 80 кг |                    |                    |                    |                    |                    |                    |                  |
| Мобина Нематзаде   | Женщины до 49 кг    |                    |                    |                    |                    |                    |                    |                  |
| Нахид Киани        | Женщины до 57 кг    |                    |                    |                    |                    |                    |                    |                  |

## Тяжёлая атлетика
Иран получил два места в мужских соревнованиях в соответствии с олимпийским рейтингом IWF.
| Спортсмен          | Категория            | Рывок     | Рывок | Толчок    | Толчок | Всего | Место |
| Спортсмен          | Категория            | Результат | Место | Результат | Место  | Всего | Место |
| ------------------ | -------------------- | --------- | ----- | --------- | ------ | ----- | ----- |
| Мирмустафа Джавади | Мужчины до 89 кг     |           |       |           |        |       |       |
| Али Давуди         | Мужчины свыше 102 кг |           |       |           |        |       |       |

## Фехтование
Иран получил по рейтингу FEI право выставить команду и трех участников в мужской сабле.
| Спортсмен | Дисциплина            | Раунд 64      | Раунд 32      | Раунд 16      | Четвертьфинал | Полуфинал     | Финал / За 3 место | Финал / За 3 место |
| Спортсмен | Дисциплина            | Соперник Счет | Соперник Счет | Соперник Счет | Соперник Счет | Соперник Счет | Соперник Счет      | Место              |
| --------- | --------------------- | ------------- | ------------- | ------------- | ------------- | ------------- | ------------------ | ------------------ |
|           | Мужчины сабля         |               |               |               |               |               |                    |                    |
|           |                       |               |               |               |               |               |                    |                    |
|           |                       |               |               |               |               |               |                    |                    |
|           | Мужчины сабля команды | —             | —             |               |               |               |                    |                    |